# 朋ちゃん&コロッケ
朋ちゃん&コロッケ（ともちゃんアンドコロッケ）は、NHK総合テレビの公開収録視聴者参加バラエティ番組「にっぽん愉快家族」（2002年4月～2005年3月放送）で司会を務めた華原朋美とコロッケの企画物ユニット。

## 経歴
コロッケの「朋ちゃん（華原朋美）とデュエットしたい!」の一言がきっかけで、2003年10月22日に徳間ジャパンよりマキシシングル「ありがとね!」を発売。同年のNHK紅白歌合戦（第54回NHK紅白歌合戦）にも「華原朋美w/コロッケ」として出場した。

## シングル
| # | 発売日          | 曲順 | タイトル      | 作詞   | 作曲       | 編曲       | 規格品番   |
| - | --------------- | ---- | ------------- | ------ | ---------- | ---------- | ---------- |
| 1 | 2003年 10月22日 | 01   | ありがとね!   | 歌凛   | 馬飼野康二 | 馬飼野康二 | TKCA-72611 |
| 1 | 2003年 10月22日 | 02   | heartにのせて | 秋浩二 | 樋口スバル | 竹内弘一   | TKCA-72611 |